# Dante Quinterno

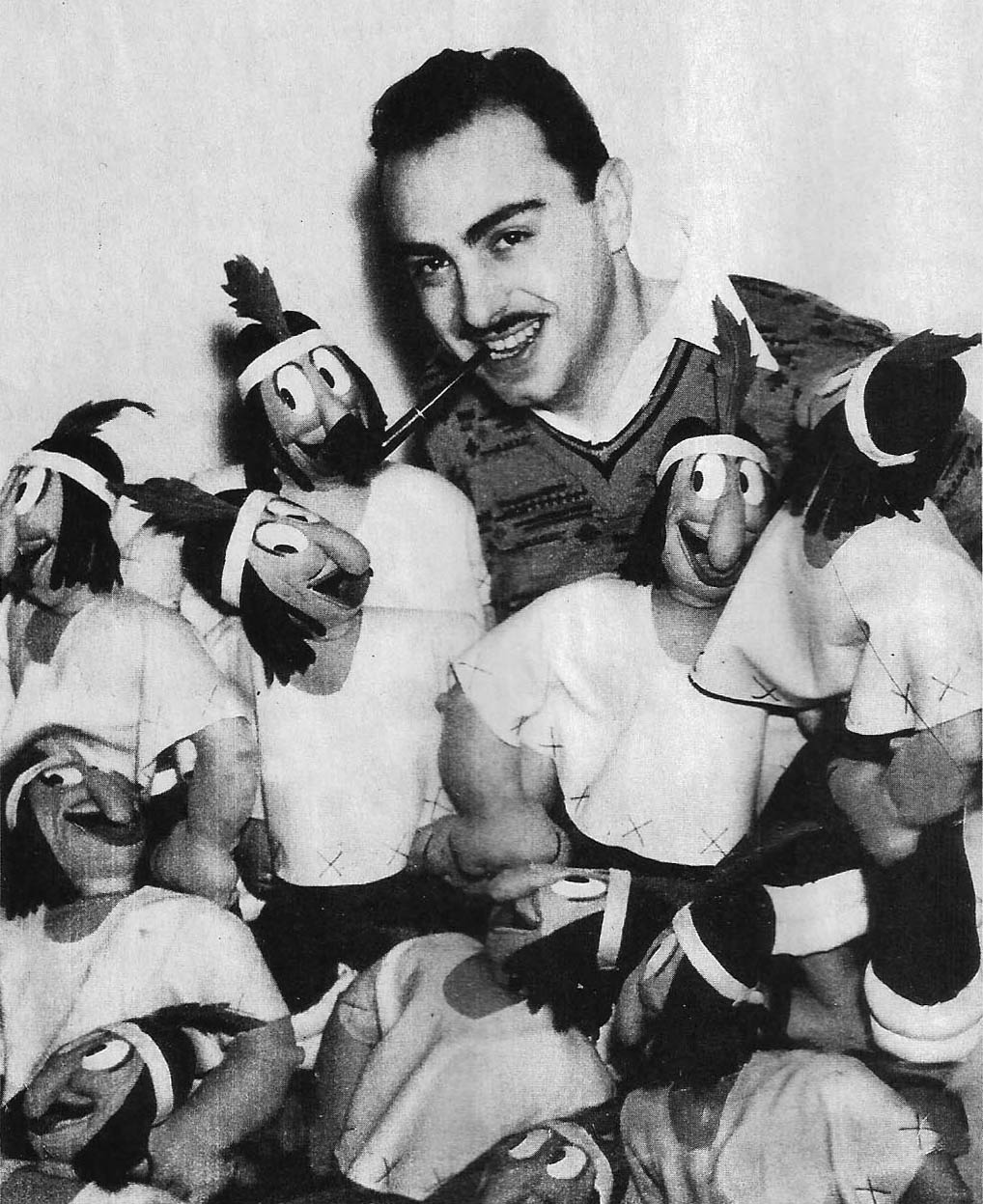
Dante Quinterno, 1936

Dante Quinterno (San Vicente, 26 oktober 1909 – Buenos Aires, 14 mei 2003) was een Argentijns striptekenaar. Hij was de inspirator van de Nederlandse striptekenaar Marten Toonder.
Quinterno werd geboren in San Vicente en begon met striptekenen in 1925. Een van zijn bekendste creaties is de indiaan Patoruzú uit de gelijknamige strip die van 1931 tot 1977 in Argentinië verscheen, en van 1941 tot 1948 in de Verenigde Staten.
Marten Toonder beschrijft in zijn autobiografie Vroeger was de aarde plat hoe hij in 1931 met zijn vader een bezoek bracht aan Buenos Aires. Daar leerde hij de Amerikaanse striptekenaar Jim Davis kennen (niet de gelijknamige tekenaar van 'Garfield'). Davis was (naar eigen zeggen) een ex-medewerker van Pat Sullivan, de mogelijke bedenker van Felix de Kat. Hierna was hij naar Argentinië gegaan om samen te gaan werken met Quinterno. Enkele jaren na deze ontmoeting kreeg Toonder een gratis abonnement op het tijdschrift Patoruzu. Dit tijdschrift behandelde de anatomie van cartoonfiguren. Door het bestuderen van dit tijdschrift heeft Toonder zich de kunst van het striptekenen eigen gemaakt. Hij heeft desgevraagd altijd volgehouden, dat Dante Quinterno zijn leermeester was, ook al heeft hij de man nooit in levenden lijve ontmoet.
In 1933 vertrok Quinterno naar de Verenigde Staten, waar hij een contract kreeg bij de studio's van Walt Disney. Quinterno was sinds 1938 gehuwd met Rosa Schiaffino. Het paar had drie kinderen. Hij overleed op 93-jarige leeftijd te Buenos Aires.
- Gemeinsame Normdatei: 133791211
- International Standard Name Identifier: 0000 0001 1466 3479
- Library of Congress Control Number: n97012047
- SNAC: w6738xsj
- Virtual International Authority File: 3673285
- WorldCat: E39PBJqqkvVdPmQqWKvyfKqJDq